# Čerkasy Arena
La Čerkasy Arena (in ucraino Черкаси Арена?) è un impianto polivalente situato a Čerkasy. Lo stadio viene usato principalmente per le gare casalinghe dell'LNZ Čerkasy e del Dnipro Čerkasy. L'impianto ha una capienza di 10 321 posti.

## Storia
Inaugurato nel 1957, la prima partita disputata è stata tra la Dinamo Kiev e il Kolhospnyk Čerkasy, vinta dalla formazione di Kiev.
Nel 1958, lo stadio è stato intitolato al Komsomol. Nel 1992, con l'indipendenza dell'Ucraina, lo stadio cambiò denominazione, diventando Stadio Centrale.
Nel 2011, su iniziativa dell'allora governatore dell'oblast' di Čerkasy Serhij Tulub, l'impianto è stato ristrutturato e ammodernato.
Il 25 agosto 2020, lo stadio è stato rinominato in Čerkasy Arena.